# FM (No Static at All)
FM (No Static at All) ist ein Song der amerikanischen Jazz-Rockband Steely Dan. Er ist das Titelthema des 1978 veröffentlichten Films FM. Er erreichte Platz 22 in den Billboard-Charts. Der Song war erfolgreicher als der Film, der ein Flop war. 

## Musik und Text
Seit sieben Jahren hatten Donald Fagen und Walter Becker keine Filmmusik mehr geschrieben. 1971, ein Jahr bevor Steely Dan ihr Debütalbum veröffentlichte, schrieben sie die Musik für den Film  You've Got to Walk It Like You Talk It or You'll Lose That Beat.
Musikalisch ist es eine Jazz-Rock-Komposition, typisch für den Sound der Band aus dieser Zeit. Im Songtext wird das Album-orientierte Rock-Format vieler UKW-Radiosender, welches zu der Zeit vorherrschte, kritisch betrachtet.
Es war die erste Single von Steely Dan, die auf MCA Records veröffentlicht wurde, die den Soundtrack veröffentlicht hatte. Es wurde während der Sessions zu Aja aufgenommen.

## Besetzung
- Donald Fagen: Gesang, Klavier
- Walter Becker: E-Gitarre, Bass
- Jeff Porcaro: Schlagzeug, Percussion
- Victor Feldman: Schlagzeug
- Pete Christlieb: Tenorsaxophon
- Cosmo Creek: Pedal Steel Gitarre
- Glenn Frey, Don Henley, Tim Schmit: Hintergrundgesang
- Johnny Mandel: Streicharrangements

## Coverversionen
- 1978: Woody Herman, Album Plays Chick, Donald, Walter and Woodrow[5]
- 1991: 3rd Bass sampelte den Song auf No Static At All auf ihrem Album Derelicts of Dialect
- 1995: Mountain Goats, Album Schweden